# Absolutely Fabulous - Il film
Absolutely Fabulous - Il film (Absolutely Fabulous: The Movie) è un film del 2016 diretto da Mandie Fletcher.
Si tratta di un buddy film al femminile basato sulla serie televisiva Absolutely Fabulous.
Nel 2016 è presente nella sezione Festa Mobile del 34° Torino Film Festival.

## Trama
Dopo aver attirato  accidentalmente l'attenzione  dei media e della polizia spingendo Kate Moss nel Tamigi, Edina e Patsy si nascondono nel sud della Francia e devono fare i conti con le critiche e il disprezzo della società.